# 灌肠 (医学)

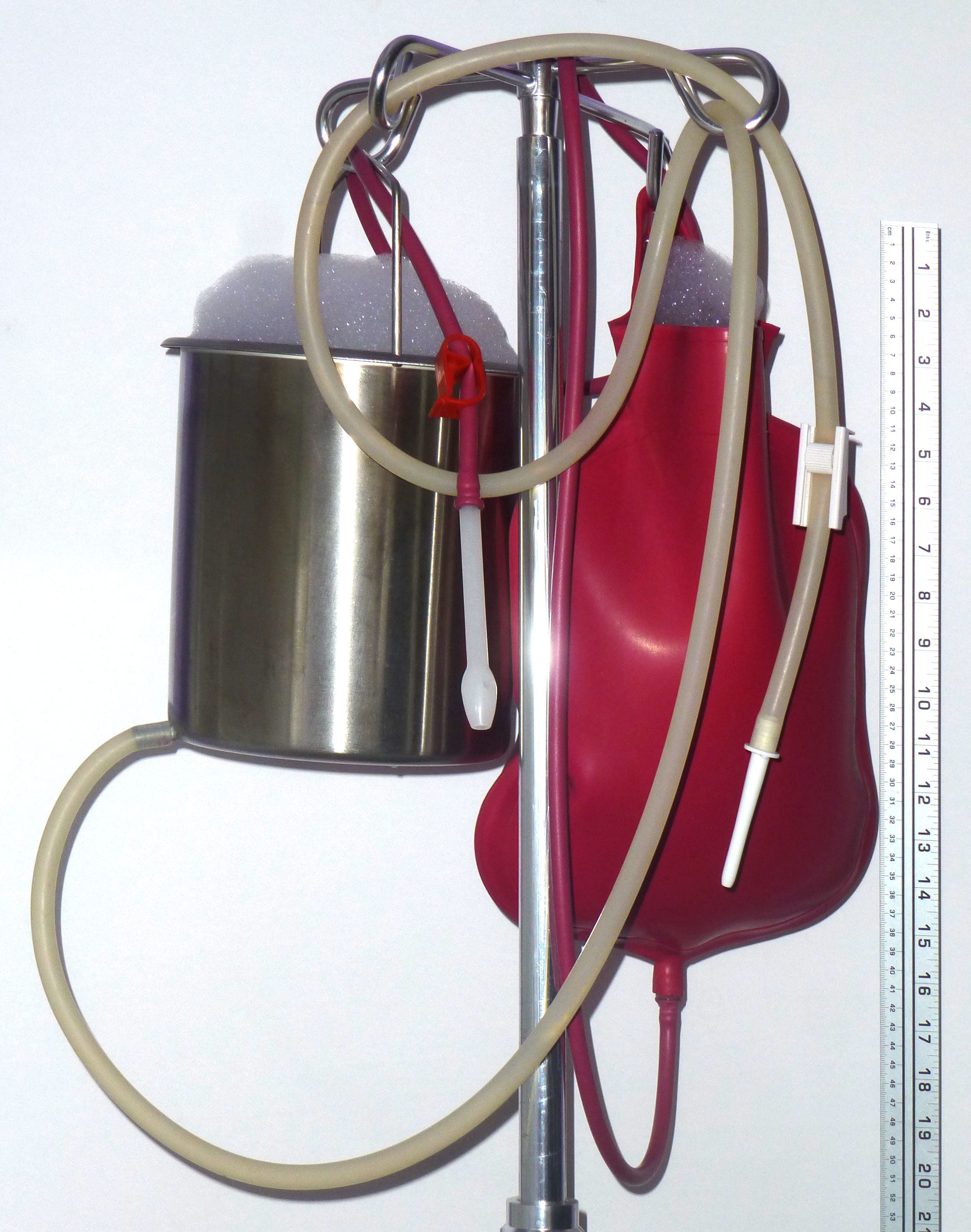
使液体流入肠道。用肥皂水。2設備。每次4升。

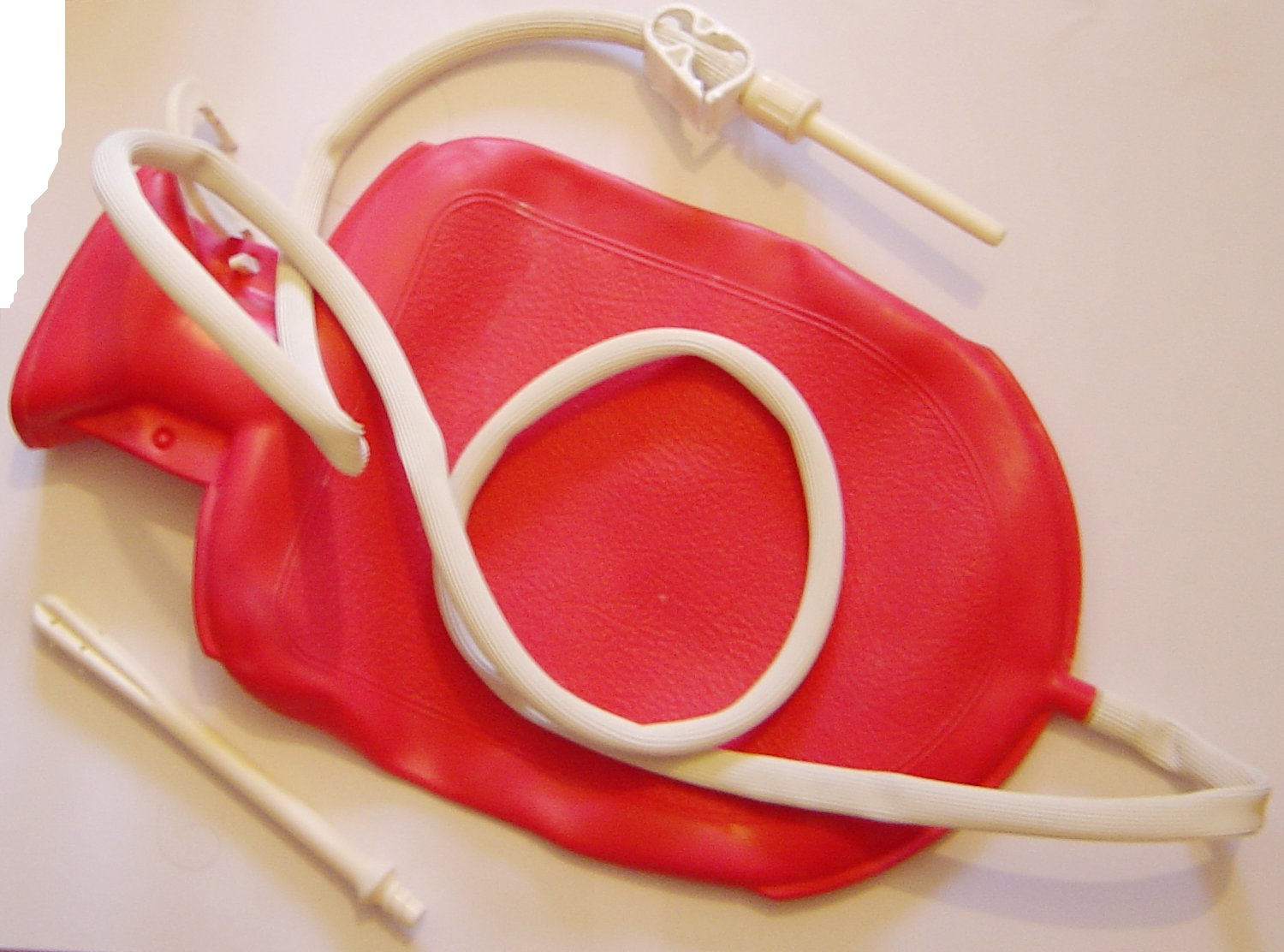
该器械也可用于阴道灌洗。

医学的灌肠（enema），又稱為浣腸，是指通过肛门引液体灌洗直肠的操作。有治疗疾病（例如便秘）、另类保健疗法、減重、或者性虐待（SM）等用途。
使用的器具及液体必须为医用，否则很容易引发危险。除不洁器具导致的感染外，操作不当还可能引起肠穿孔、过量液体吸收而引起的心力衰竭、电解质失衡等。

## 医学用途
灌肠的主要医学用途有：
- 使用局部泻药或者矿物油（润滑、软化粪便作用），使病人在灌肠后随液体排出粪便。过去还有人使用肥皂水，但因容易导致结肠炎不再流行。
- 手术、检查（如结肠镜）之前用来清理肠道，一般用磷酸钠。
- 通过肠道向血管内给药。例如在病人严重恶心，口服止呕药困难的情况下。也可用来补充体液（参见给药途径）。
- 通过肛门局部给药。例如用可體松灌肠治疗炎症性肠病（inflammatory bowel disease），以减少对身体其他部分的副作用。
- 有时全身麻醉也可通过灌肠给药。
- 肠道造影之前用硫酸钡等显影剂灌肠。

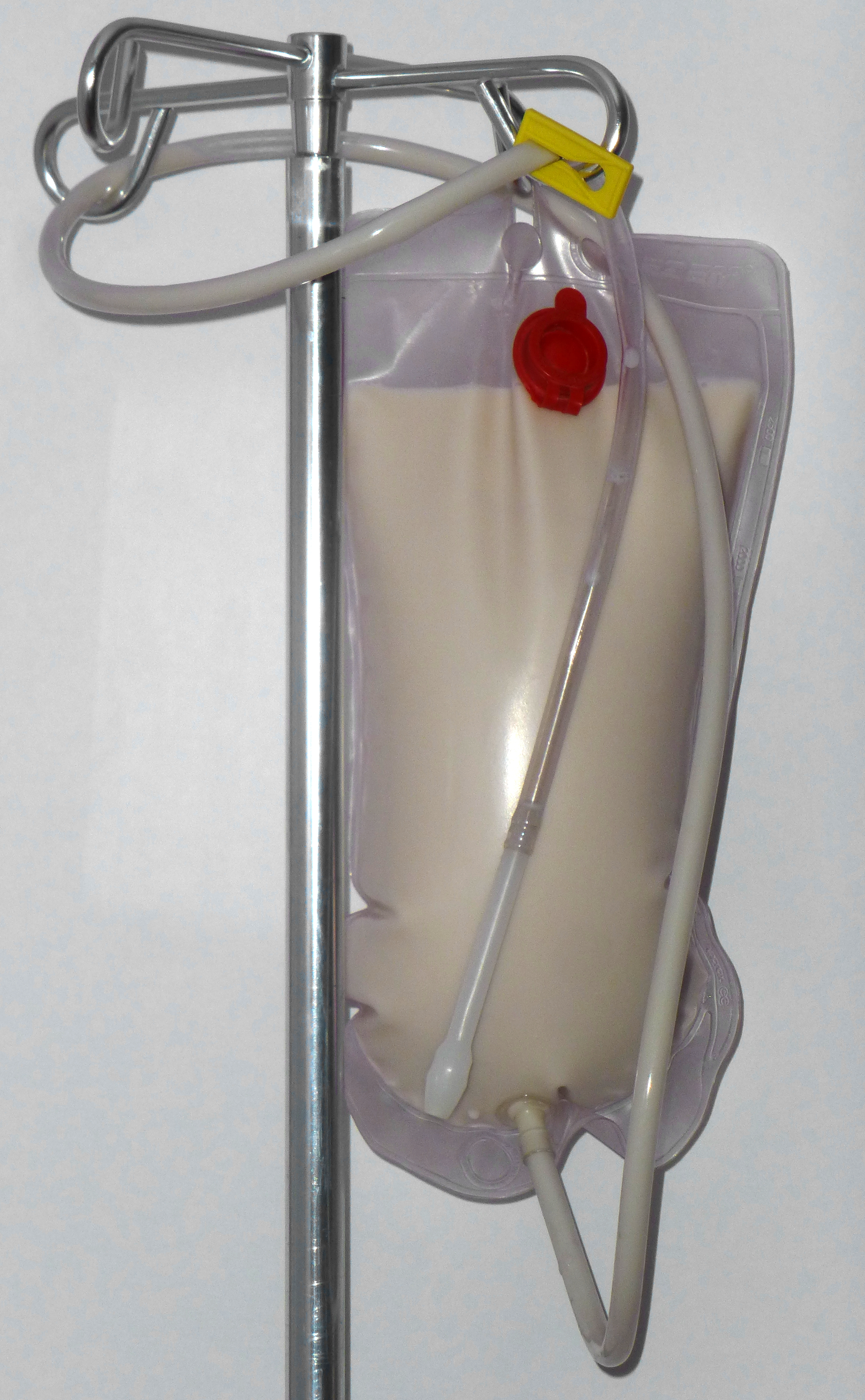
显影剂灌肠

直到20世纪，有些地方（例如美国）灌肠是很常见的程序，被用来治疗发热。另外产妇临盆之前用其引发分娩并防止分娩过程中的粪便感染，不过现在因为优点不明显而且不舒服已不常用。

## 使用方法

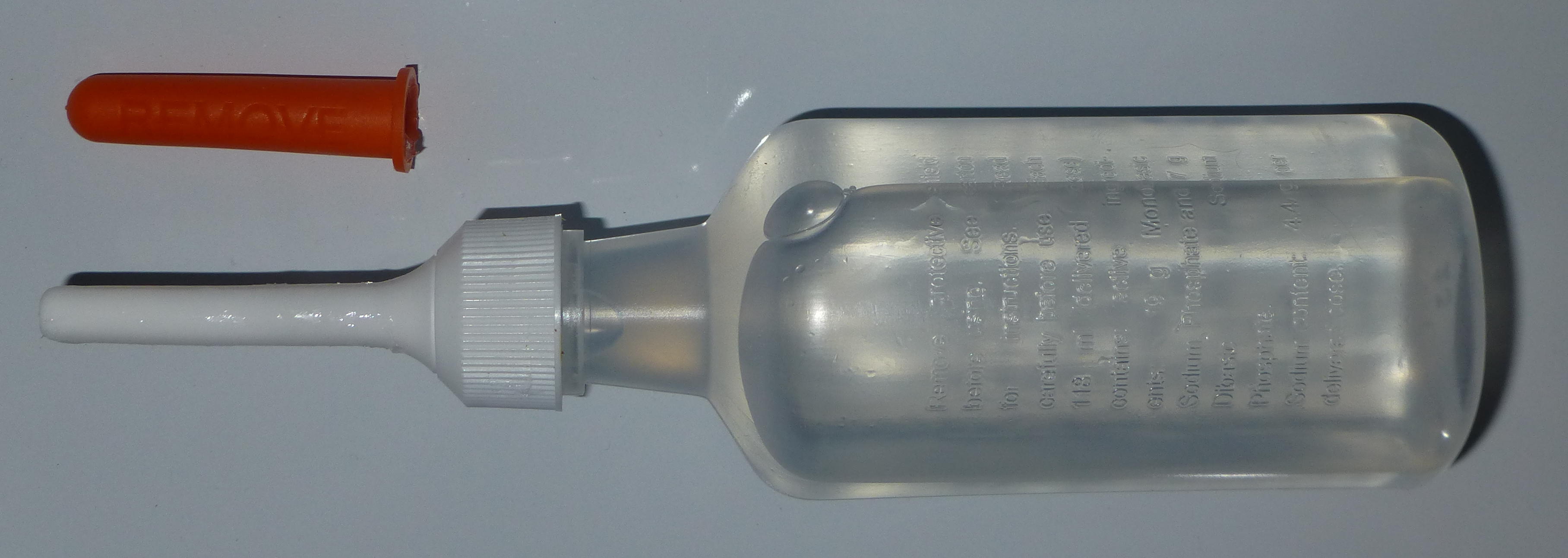
灌肠剂是一次性用途的瓶装

现在多数灌肠剂是一次性用途的瓶装，上端带有管状开口；有些是带肛管的一次性袋装。因为消毒的困难，可重复使用的灌肠用具现在主要限于个人自用。除作为对高烧病人的物理降温法外，灌肠液体的温度应尽量与体温接近。

## 效果

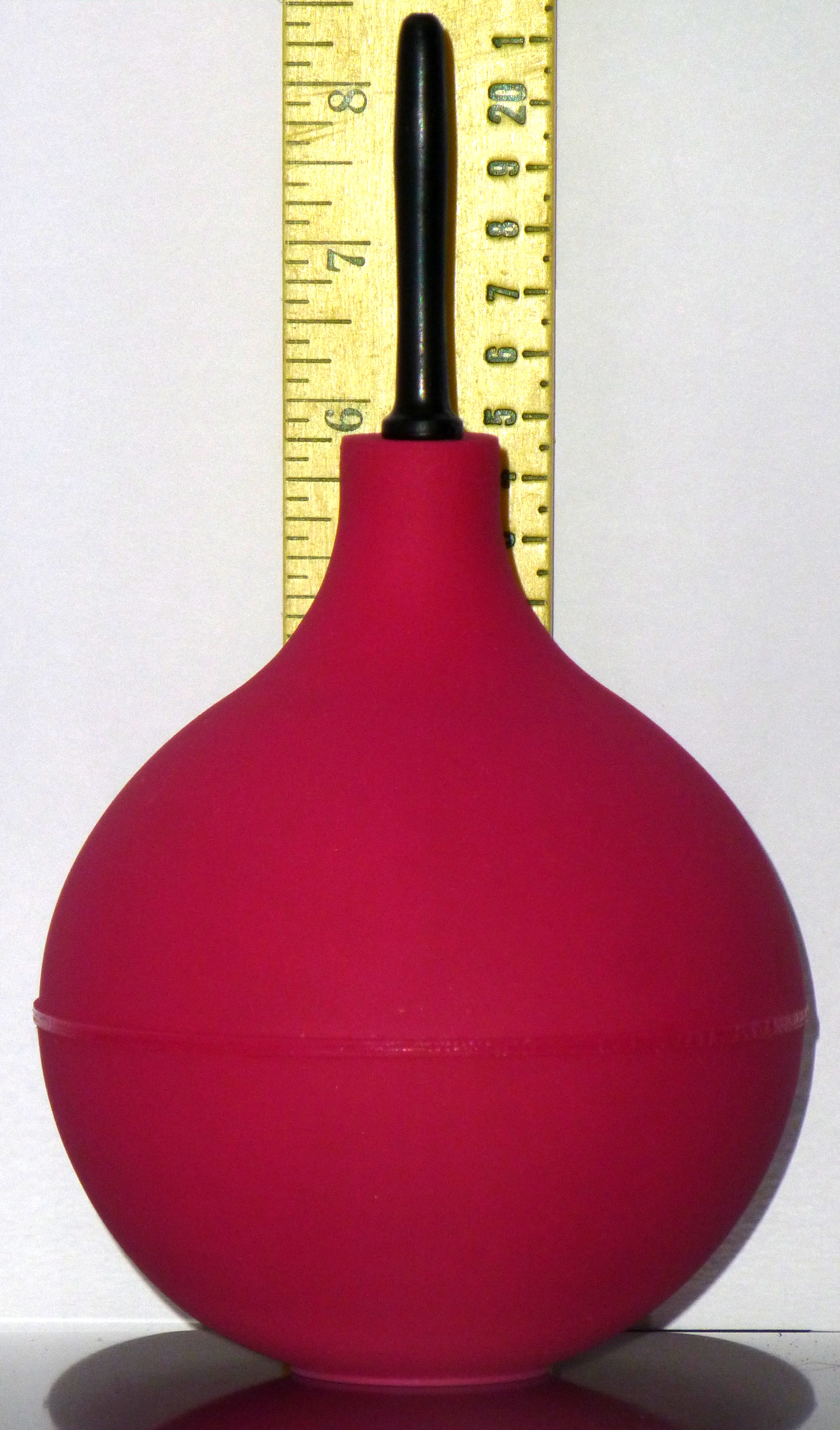
球型肛门注射器，可用于小量灌肠。

灌肠后，肠内的水压迫肛门，患者产生便意。如不需立即排便，快速浅呼吸可以部分抵消便意。随后，下腹部产生压力感并缓慢加强，像气球被逐渐充满一样。充满感先扩展到左侧的降结肠，然后沿肠道向右横走，移到右侧的升结肠。继续灌注的话，液体压力并会造成逐渐加强的腹痛感。
虽然一般建议灌肠后等待10分钟排便，多数人只能坚持1分钟左右。排便时液体与粪便剧烈涌出，使用大量液体的话可以完全清空肠道后半部。

## 非医学用途
色情上的灌肠癖（klismaphilia）有时候是BDSM行为的一部分。
灌肠还可用来做肛交前的准备清洁直腸程序。
另外有酗酒者用酒精飲料灌入肠道来达到醉酒的例子，因酒精未被胃液破壞且腸道吸收酒精速度快速，若用这种方法灌入大量酒類達到醉酒的目的，有可能會引發急性酒精中毒。
灌肠也是部分色情片會出現的要素之一。

### 宗教用途
玛雅文明等很多中南美洲的宗教仪式中使用灌肠。灌肠液体可含酒精、烟草、peyote仙人掌等致幻剂，以达到宗教致幻（entheogen）。

## 洗腸保健法
洗腸保健法（colonic irrigation, colon hydrotherapy），又稱浣腸水療，是20世纪初開始流行的一個另類保健法。提倡者說，用適量純水流進洗整個直腸，可以安全有效地排除毒素，恢復直腸正常功能。近年坊間陸續出現浣腸水療中心以「逆滲透淨化系統」（Reverse Osmosis Water Purification）為客人以純水清洗大腸，宣稱有提昇免疫能力及促進新陳代謝的效果。实际上实现“逆”滲透需要肠外对肠内施加压力，且“渗透”不能移动污物，只能移动水分。